# 斯科特·戈爾德博尼
斯科特·戈爾德博尼（英語：Scott Golbourne；1988年2月29日—）是一位英格蘭足球運動員，在場上的位置是後衛。他現在效力於英格蘭足球冠軍聯賽球隊伍爾弗漢普頓流浪足球俱樂部。他也曾效力于雷丁。

## 外部連結
- Scott Golbourne profile （页面存档备份，存于） at Wolverhampton Wanderers F.C.
- FA profile
- 足球数据库：斯科特·戈爾德博尼的球员统计数据